# Emigrate
Emigrate é uma banda liderada por Richard Kruspe (guitarrista e fundador do Rammstein), o projeto foi idealizado como um projeto paralelo de Kruspe em 2001, mas apenas começou em 2005, quando o Rammstein decidiu ficar um ano sem apresentações e gravações.
Os membros da banda são Kruspe nos vocais e guitarra solo, Olsen Involtini na guitarra rítmica, Mikko Sirén na bateria (algumas vezes por Joe Letz) e Arnaud Giroux (do Axel Bauer) no baixo (algumas vezes por Margaux Bossieux).

## Biografia

### Emigrate(2006 - 2013)
Em 5 de setembro de 2006, fãs do Rammstein.de receberam uma newsletter de convite para o Emigrate newsletter dando a chance de baixar a canção "Wake Up", uma previsão do próximo álbum. Também foram publicadas três trechos de canções no sítio oficial da banda: "My World", "Babe" e "Temptation". Os fãs votaram em "Babe" como sua preferida, e quem estava cadastrado no newsletter estava permitido a baixar a versão completa de "Babe" a partir de 29 de novembro de 2006.Em 21 de maio de 2007, o sítio oficial do Emigrate foi aberto e "My World" estava disponível para baixar para quem se cadastra-se no newsletter. Uma versão de má qualidade de "New York City" vazou. A data exata é desconhecida.
Joe Letz, tinha aparecido no vídeo de "My World", e atualizou a página do Emigrate no Facebook em 24 de junho de 2011, afirmando que Richard estava trabalhando em um novo álbum.
Em 5 de dezembro de 2012, um anúncio publicado na página do Emigrate no Facebook anunciou que demos estavam sendo gravadas e revisadas, e que em janeiro de 2013 iniciaria a gravação oficial do um segundo álbum.
Em janeiro de 2013, Kruspe declarou através da página do Emigrate no Facebook que estavam começando a gravar a bateria para o novo registro.

### Silent So Long(2014 - 2015)
Na tarde de 2 de fevereiro de 2014, Richard Kruspe, vocalista e guitarrista do Emigrate, publicou a seguinte nota na página oficial da banda no Facebook:
| “ | Olá, amigos, Depois de quase um ano de trabalho duro, eu cheguei no ensolarado mundo da Califórnia com 20 faixas do novo material do Emigrate. Eu decidi fugir do céu cinzento de Berlim para colocar um pouco de luz do sol na minha alma. Então, aqui estou em Hollywood mixando o próximo álbum do Emigrate com Ben Grosse. Devo dizer que estou bastante animado sobre os resultados. Para mim, foi importante alcançar um novo nível na composição das músicas, canto e produção, e posso dizer honestamente que nós conseguimos. Então vou ficar aqui em Los Angeles por mais 6 semanas para mixar o álbum, depois acho que podemos esperar o lançamento para o verão. Fiquem comigo e eu manterei vocês informados. Muitas felicidades, Richard. | ” |

No dia 7 de março de 2014, Kruspe, anunciou que o segundo álbum está concluído e que ele estaria voltando para Berlim. A data de lançamento e o título do álbum não foram anunciados.
No dia 6 de maio de 2014, o site oficial do Emigrate parou de exibir seu conteúdo e começou a exibir uma simples mensagem em um fundo branco dizendo: "Trabalhando!" escrito com uma fonte preta. No dia 17 de maio de 2014, o site voltou a funcionar.
No dia 24 de julho de 2014, o site oficial da banda voltou ao ar com novo design, e com uma notícia sobre o álbum novo, cujo nome será Silent So Long (trad.: "Em silêncio por tanto tempo") e cuja data de lançamento é 17 de outubro de 2014. No site, foi lançado uma capa temporária, e no canal oficial do YouTube da banda foi lançado um teaser do álbum. Dois dias antes, o site Amazon junto com o Emigrate lançou a pré-venda do disco, agendada para entrega mundial na data do lançamento. O novo álbum terá participações de artistas como Lemmy Kilmister (Motörhead), Marilyn Manson, Peaches, Ben Grosse e Jonathan Davis.
No dia 30 de julho, a página do Facebook Planet Rammstein informou[carece de fontes?] que o site Amazon, juntamente com o Emigrate publicou a lista de músicas temporária do novo álbum.

Em fevereiro saiu na página oficial do Emigrate no Facebook um comunicado do Richard:
"Berlim em janeiro: cinza e deprimente. Meu estúdio deveria ser meu refúgio, mas em um ambiente como este, só acabei escrevendo mais músicas depressivas. Seria uma situação desvantajosa caso não tívessemos criado algumas coisas bacanas para o próximo álbum, mas criamos. Mais do que o necessário, na verdade. A meta era compôr mais duas músicas, mas de repente já tinhamos seis. Vou juntar essas músicas com as demais que fizemos e voltar ao estúdio em março para gravar com a mesma equipe. Com sorte, faremos a mixagem no final de abril, o que nos dá um novo álbum do Emigrate em setembro. O cinza já deve ter ido embora então, mas por enquanto desejo a todos mais luz do que tenho recebido aqui. A menos que vocês também estejam compondo músicas deprimentes."
O novo álbum do Emigrate será anunciado em setembro de 2015. Com esse comunicado do Richard, os fãs de Rammstein ficaram preocupados, pois haviam boatos de que a banda iria acabar, pois que Richard estaria se cansando da banda e por que Till Lindemann estaria iniciando o até então, novo projeto Lindemann.

### A Million Degrees (2015 - 2019)
As gravações do "Silent So Long II" se iniciaram em 2015, porém após um acidente no estúdio de Richard, que resultou na perda do material já gravado, as gravações foram novamente iniciadas e o álbum adiado. Após isso não foram divulgadas mais nenhuma informação sobre o álbum até julho de 2018, quando a equipe do Emigrate estava recrutando fãs para participarem de um videoclipe que foi gravado no dia 3 de agosto de 2018 em Los Angeles e contou com a participação dos membros do Billy Talent, Benjamin Kowalewicz no vocal e Ian D'sa na guitarra. O vídeo em questão foi da música "1234", lançado no dia 19 de novembro. Antes disso, no dia 16 de outubro, Richard anúnciou oficialmente o nome do terceiro álbum, A Million Degrees, com data de lançamento para o dia 30 de novembro e contando com a participação de artistas como Benjamin Kowalewicz do Billy Talent, Till Lindemann do Rammstein, Cardinal Copia do Ghost e de sua esposa, Margaux Bossieux.
No dia 20 de novembro foi lançado o single e o primeiro teaser de "You Are So Beautiful". O vídeo foi lançado no dia 30 de novembro e conta com a participação de Maxime Alaska Kruspe Bossieux, filha de Richard com Margaux. O vídeo foi dirigido por Bill Yukish.

### The Persistence of Memory (2021)
Em 8 de agosto de 2021, Richard postou em seu Instagram oficial, e na pagina da banda nas redes sociais uma foto com a legenda "Soon...", alguns dias depois postou um teaser do novo vídeo "Freeze My Mind", a música foi lançada em 27 de agosto . No vídeo, Richard usa o mesmo casaco branco que é usado ao vivo em "Deutschland", do Rammstein.
A música existe desde as sessões do primeiro álbum do Emigrate. Logo após, o single de "You Can't Run Away" foi lançado junto com um videoclipe que conta com a participação de Maxime, filha de Richard. Após isso, o nome do novo álbum foi anunciado com as músicas. "The Persistence of Memory" são um conjunto de idéias de Richard que existem por pelo menos 20 anos. O último single lançado antes do lançamento do álbum foi o cover de "Always On My Mind" (originalmente gravada pela primeira vez por Gwen McCrae, porém popularizada por Elvis Presley) com participação de Till Lindemann. O álbum foi anunciado para o dia 5 de novembro de 2021, porém foi adiado para 12 de novembro.
Em 19 de novembro de 2021, o videoclipe da música "I'm Still Alive" foi lançado, o vídeo contém filmagens feita em 2007 em Nova York para uma música que foi cancelada chamada "Alter Ego", que provavelmente era o título inicial de "I'm Still Alive", já que no vídeo é possivel ver trechos com a mesma letra.

## Integrantes
- Richard Z. Kruspe – Vocal, Guitarra solo

### Membros ocasionais
- Olsen Involtini – Guitarra rítmica (em estúdio e vídeo)
- Arnaud Giroux – Baixo, vocal de apoio (em estúdio e vídeo)
- Mikko Sirén - bateria (em estúdio e vídeo)
- Margaux Bossieux - Baixo (em vídeo)
- Joe Letz - Bateria (em vídeo)
- Henka Johansson – bateria (em estúdio e vídeo)
- Sky van Hoff - baixo (em estúdio)
- Jens Dreesen - baterias (em estúdio)
- Alice Lane - baixo (em vídeo)
- Andrea Marino - teclados (em vídeo)

## Discografia

### Álbuns
- 2007 - Emigrate
- 2014 - Silent So Long
- 2018 - A Million Degrees
- 2021 - The Persistence of Memory

### Singles
| Ano  | Título                                   | Posições         | Posições      | Posições       | Álbum                     |
| Ano  | Título                                   | UK Singles Chart | UK Rock Chart | UK Indie Chart | Álbum                     |
| ---- | ---------------------------------------- | ---------------- | ------------- | -------------- | ------------------------- |
| 2007 | My World                                 | -                | -             | -              | Emigrate                  |
| 2007 | New York City                            | -                | -             | 14             | Emigrate                  |
| 2008 | Temptation                               | -                | -             | -              | Emigrate                  |
| 2014 | Eat You Alive                            | -                | -             | -              | Silent So Long            |
| 2018 | 1234                                     | -                | -             | -              | A Million Degrees         |
| 2018 | You Are So Beautiful                     | -                | -             | -              | A Million Degrees         |
| 2019 | War                                      | -                | -             | -              | A Million Degrees         |
| 2021 | Freeze My Mind                           | -                | -             | -              | The Persistence of Memory |
| 2021 | You Can't Run Away                       | -                | -             | -              | The Persistence of Memory |
| 2021 | Always On My Mind (feat. Till Lindemann) | -                | -             | -              | The Persistence of Memory |

## Videografia
- 2007 - "My World" (Trilha sonora de Resident Evil: Extinction)[10][11]
- 2008 - "New York City"
- 2014 - "Eat you Alive (feat. Frank Dellé)"
- 2018 - "1234 (feat. Ben Kowalewicz)"
- 2018 - "You Are So Beautiful"
- 2019 - "War"
- 2021 - Freeze My Mind
- 2021 - You Can't Run Away